# Ibn Schihāb az-Zuhrī
Abū Bakr Muḥammad ibn Muslim b. ʿUbaydillāh b. ʿAbdillāh b. Šihāb b. ʿAbdillāh b. al-Ḥāriṯ b. Zuhra b. Kilāb b. Murra al-Qurašī az-Zuhrī, oder Ibn Schihāb az-Zuhrī (671–742) war ein Qādī, Pionier der klassischen Hadithwissenschaft und ein Fiqhgelehrter des Ḥiǧāz.

## Leben
Zuhri war von den Banū Zuhra, weswegen er seine Nisbe az-Zuhrī erhielt. Sein Urgroßvater ʿAbdullāh b. Šihāb hat an der Schlacht von Badr und der Schlacht von Uhud auf der Seite der Polytheisten teilgenommen. Sein Vater Muslim b. ʿUbaydillāh war ein vertrauenswürdiger Überlieferer von Abu Huraira, und er unterstützte Ibn az-Zubair während des Bürgerkriegs. Zuhri wuchs in Medina in einer armen Familie auf, die er auch selbst versorgen musste. Nachdem er den Koran als Kind in weniger als drei Monaten erlernte, verbrachte er seine Zeit damit, Genealogien und Poesie zu studieren. Erst mit zwanzig Jahren widmete er sich den Hadithwissenschaften. Er besaß eine so umfassende Bibliothek, dass seine Frau sagte, die Bücher seien schwerer auszuhalten als wenn er drei weitere Ehefrauen hätte. Der Kalif ʿUmar ibn ʿAbd al-ʿAzīz bat während seiner Herrschaft Zuhri und andere Gelehrte, die Sunan zu sammeln; so wurden sie niedergeschrieben und innerhalb der islamischen Provinzen verteilt. Von Abd al-Malik b. Marwan bis Hischām ibn ʿAbd al-Malik hatte Zuhri gute Beziehungen zu den Umayyaden, sodass die Umayyaden seine wissenschaftliche Sitzungen und Vorlesungen unterstützten und mit Hilfe von Shuʿayb b. Dīnār dokumentierten. Obwohl Zuhri sehr wählerisch mit seinen Lehrern war, war er doch fair zu allen Schülern, so diskriminierte er niemanden anhand seines Status oder seiner Herkunft. Zuhri hat es nicht gemocht, dass man religiöse Schriften publiziere, da er wie viele der Auffassung war, dass man die Wissenschaft durch Streben mit Lehrern erlernen müsse, bis ihn Hischām ibn ʿUrwa ibn az-Zubair überzeugte, dass es darin keinen Widerspruch gibt. Danach erlaubte er Schülern, seine Kopien zu überliefern.

## Werke
- Al-Maghāzī (Die Feldzüge) war ein umfassendes Werk bestehend aus Hadithen, die sich auf die Schlachten und Feldzüge des Propheten Muhammad beziehen. Es ist nicht mehr im Original vorzufinden. Wahrscheinlich basiert es auf dem gleichnamigen Werk des ʿUrwa ibn az-Zubair. Der Inhalt und Kapitelnamen sind vielfach zitiert von Abū l-Qāsim at-Tabarānī in seinem al-Muʿǧam al-kabīr (Das Große Lexikon), at-Tabarī in seinem Taʾrīḫ ar-Rusūl wa-l-Mulūk (Geschichte der Gesandten und Könige), al-Balādhurī in seinem Kitāb al-Futūḥ (Buch der Eroberungen) und Ansāb al-ašrāf (Die Genealogie der Adligen). Mūsā b. ‘Uqba hat beinahe das gesamte Werk in seinem eigenen gleichnamigen Werk überliefert, sodass Yahyā ibn Ma'īn es das Buch von Mūsā nach az-Zuhri nannte.[6][7]
- An-Nāsich wa al-Mansūch (Das Abrogierende und das Abrogierte) Al-Hāzimī erwähnte das Buch in al-I'tibār.[6]
- Asnān al-khulafāʾ (Das Leben der Kalifen) ist ein Werk worin die Umayyadischen Kalifen chronologisch gelistet wurden, ihre Geburts- und Sterbedaten zusammen mit ihren eroberten Provinzen sind darin angegeben. Es wurde von at-Tabarī in seinem Geschichtswerke zweimal zitiert.[6][8]
- As-Sīra (Die Prophetenbiographie) ist ein verschollenes Werk, welches auf Anfrage von Chālid al-Qasrī geschrieben wurde.[9][10]
- und andere verschollene Werke

## Studium
Zwecks Studien reiste er fünfundvierzig Jahre lang von Ort zu Ort zwischen der Levante und dem Hedschas. Zu seinen Lehrern aus der Generation der Prophetengefährten gehörten ʿAbdullāh b. ʿUmar b. al-Ḫaṭṭāb, von welchem er nur zwei Hadithe direkt tradiert, Anas b. Mālik und Ǧābir b. ʿAbdillāh. Unter seinen Lehrern nennt man die Fuqahāʾu as-Sabʿa, die sieben medinensischen Fiqh-Gelehrten: Abū Salama b. ʿAbdirraḥmān b. ʿAwf, ʿUbaydullāh b. ʿAbdillāh b. ʿUtba, den er so weit begleitete und ihm diente, dass man annahm, er sei sein Sklave gewesen, Abū Bakr b. ʿAbdirraḥmān, Saʿīd b. Musayyab für zehn Jahre, Sulaymān b. Yasār, ʿUrwa ibn az-Zubair, welchen er für einen unfassbaren Meer (des Wissens) hielt, und Ḫāriǧa b. Zaid b. Thābit. Zu seinen Lehrern gehörten auch Ḥasan b. Muḥammad b. Ḥanafiyya, Abu aṭ-Ṭufayl, ʿAṭāʾ b. Abī Rabāḥ und Ṣāliḥ b. Kaysān al-Madanī, sein Gefährte und erster Lehrer. Jedoch überlieferte er nicht nur von seinen Lehrern während seinen Forschungen, sondern von allen Persönlichkeiten des wissenschaftlichen Lebens, die er anerkannte. Zu seinen Schülern gehörten ʿUmar b. ʿAbdilʿazīz, ʿAmr b. Dīnār, Sāliḥ b. Kaysān, Yaḥyā b. Saʿīd al-Anṣārī, Ayyūb as-Saḫtiyānī, ʿAbdullāh b. Muslim az-Zuhrī, al-Awzāʿī, Ibn Ǧurayǧ, Muḥammad b. al-Munkadir, Manṣūr b. al-Muʿtamir, Hišām b. ʿUrwa b. az-Zubair, Mālik ibn Anas, Maʿmar ibn Rāschid und Ibn Abī Ḏiʾb. Er beherrschte über 2000 Hadithe, und nach eigenen Aussagen soll er keinen Hadith vergessen haben, nachdem er ihn einmal erlernte. Während seines Studiums pflegte er alles aufzuschreiben was er hörte, sogar auf seine Schuhsohlen, wenn es sein musste. Der ägyptische Gelehrte Al-Laith ibn Sa'd, welchen asch-Schāfi'ī wissender nannte als Mālik ibn Anas, sagte, er habe nie einen großzügigeren Mann als Zuhri gesehen, er pflegte auch jedem zu helfen der zu ihm kam.
‭

## Rezeption
Über seine Zuverlässigkeit gab es bei den Traditionaren keine Meinungsverschiedenheiten. Ibn Saʿd und al-ʿIǧlī nennen ihn ṯiqa, zuverlässig. Ibn Ḥibbān in seinem aṯ-Ṯiqāt nennt ihn den besten Ḥāfiz seiner Zeit, als den besten im Bereich der Darlegung der überlieferten Schriften und als einen Fiqhgelehrten und tugendhaften Menschen. Mālik ibn Anas sah ihn als den ersten der die Wissenschaft als solche in Schrift sammelte. Sufyān ibn ʿUyayna nannte ihn den Größten Gelehrten Medinas seiner Zeit. Makhūl ibn Abī Muslim sagte über ihn, es gäbe nun niemanden auf der Erde der die Sunna so gut kenne wie er. ʿAlī b. al-Madīnī und Ahmad ibn Hanbal hielten ihn auch für den besten Menschen in der Hadithwissenschaft. Seine Hadithe wurden in den Kutub-us-Sitta aufgenommen. Er pflegte es Überlieferungen über die Prophetengefährten niederzuschreiben, wie alles andere was er hörte, da es seiner Meinung nach auch als Sunna gilt, jedoch irritierte das seine Kollegen, bis sie es später im Leben doch bedauerten nicht dasselbe getan zu haben.